# 1002
| [ Edytuj tabelę ]              |                                                            |
| Książę Polski                  | - 992 Bolesław I Chrobry 1025                              |
| Król Angkoru                   | - 1001 Udajaditjawarman I 1002 - 1002 Dżajawirawarman 1010 |
| Król Anglii                    | - 978 Ethelred II Bezradny 1016                            |
| Hrabia Aragonii i król Nawarry | - 1000 Sancho III Wielki 1035                              |
| Hrabia Barcelony               | - 992 Rajmund Borrell 1017                                 |
| Książę Bawarii                 | - 995 Henryk IV 1005                                       |
| Książę Burgundii               | - 965 Odo-Henryk 1002 - 1002 Otto Wilhelm 1004             |
| Cesarz Bizancjum               | - 976 Bazyli II Bułgarobójca 1025                          |
| Car Bułgarii                   | - 976 Samuel Komitopul 1014                                |
| Cesarz Chin                    | - 997 Song Zhenzong 1022                                   |
| Książę Czech                   | - 999 Bolesław III Rudy 1002 - 1002 Władywoj 1003          |
| Król Danii                     | - 987 Swen Widłobrody 1014                                 |
| Władca Egiptu                  | - 996 Al-Hakim bi-Amr Allah 1021                           |
| Król Francji                   | - 996 Robert II Pobożny 1031                               |
| Król Gruzji                    | - 1001 Bagrat III 1014                                     |
| Hrabia Holandii                | - 993 Dirk III 1039                                        |
| Król Irlandii                  | - 1002 Brian Śmiały 1014                                   |
| Cesarz Japonii                 | - 986 Ichijō 1011                                          |
| Kalif                          | - 991 Al-Kadir 1031                                        |
| Hrabia Kastylii                | - 995 Sancho I Garcia 1017                                 |
| Król Kastylii                  | - 1000 Sancho III 1035                                     |
| Wielki książę Kijowa           | - 978 Włodzimierz I Wielki 1015                            |
| Patriarcha Konstantynopola     | - 999 Sergiusz II 1019                                     |
| Władca Korei                   | - 997 Mokjong 1009                                         |
| Król Leónu                     | - 999 Alfons V 1028                                        |
| Król Norwegii                  | - 999 Swen Widłobrody 1015                                 |
| Hrabia Palatynatu              | - 994 Ezzon 1034                                           |
| Papież                         | - 999 Sylwester II 1003                                    |
| Hrabia Portugalii              | - 999 Mendo II 1008                                        |
| Cesarz rzymski (niemiecki)     | - 996 Otton III 1002                                       |
| Książę Saksonii                | - 973 Bernard I 1011                                       |
| Król Szkocji                   | - 997 Kenneth III 1005                                     |
| Król Szwecji                   | - 995 Olof Skötkonung 1022                                 |
| Doża Wenecji                   | - 991 Pietro II Oseolo 1009                                |
| Król Węgier                    | - 1000 Stefan I Święty 1038                                |
| Cesarz Wietnamu                | - 980 Lê Hoàn 1005                                         |

Rok 1002 / MII
stulecia: X wiek ~
XI wiek ~
XII wiek

lata: 992 «
997 «
998 «
999 «
1000 «
1001 «
1002
» 1003
» 1004
» 1005
» 1006
» 1007
» 1012

## Wydarzenia w Polsce
- Maj – Bolesław I Chrobry przekroczył z wojskiem graniczny Bóbr i zajął Milsko, Łużyce i Miśnię. Mieszkańcy Miśni sami zmusili załogę niemiecką do wyjścia z grodu.
- Lipiec – Bolesław Chrobry przebywał na uroczystościach w Merseburgu, podczas których książęta niemieccy uznali panowanie Henryka II. W czasie powrotu został napadnięty przez oddział wysłany przez władcę Niemiec. Uszedł z życiem i w odwecie spalił gród Strzałę. Początek wojny niemiecko-polskiej.

## Wydarzenia na świecie
- 7 czerwca – po śmierci Ottona III niemiecką koronę podstępem uzyskał bawarski książę Henryk (120 lat po śmierci uznany za świętego).
- 24 lipca – podczas zjazdu w Merseburgu doszło do ataku tłumu na orszak Bolesława Chrobrego.
- 13 listopada – anglosaski król Aethelred II wydał rozkaz wybicia wszystkich Duńczyków, którzy przebywali wtedy w królestwach Anglów.

- Henryk II Święty głosił ideę odnowienia królestwa frankijskiego, tzw. Renovatio regni Francorum.
- Rozpoczęła się wojna między cesarzem bizantyjskim Bazylim II a carem Bułgarów Samuelem.

## Urodzili się
- 21 czerwca – święty Leon IX, papież od 1049 (zm. 1054)
- data dzienna nieznana: 
  - Brzetysław I, książę Czech (data sporna lub przybliżona) (ur. ok. 1002 lub ok. 1012; zm. 1055)
  - Edward Wyznawca, król Anglii (data ur. przybliżona) (zm. 1066)
  - Huanglong Huinan, chiński mistrz chan, założyciel odłamu huanglong szkoły linji (zm. 1069)

## Zmarli
- 23/24 stycznia – Otton III, cesarz rzymsko-niemiecki (ur. 980)
- 30 kwietnia – Ekkehard I, margrabia Miśni (ur. ok. 960)
- 8 sierpnia – Al-Mansur Ibn Abi Aamir, faktyczny władca Al-Andalus w drugiej połowie X wieku i pierwszej XI (ur. ok. 938)
- 15 października – Henryk, książę Burgundii (ur. ok. 946)
- data dzienna nieznana: 
  - Ajtony, książę Banatu na przełomie X i XI wieku (ur. ?)
  - Małusza, klucznica ruskiej księżnej Olgi (ur. ?)